# Federico di Montbéliard
Federico di Montbéliard (... – Torino, 29 giugno 1091) è stato l'ultimo marchese di Torino, dal 1080 al 1091.
Marito di Agnese, figlia di Pietro I, era cugino della contessa Matilde di Canossa. Succedette ad Amedeo II, secondogenito di Oddone di Savoia e Adelaide di Torino, a sua volta succeduto due anni prima al primogenito Pietro I. In realtà, dal 1057, anno della morte di Oddone, il potere era saldamente nelle mani della contessa Adelaide.